# Acropentias aureus
Acropentias aureus  (лат.) — вид чешуекрылых насекомых из семейства огнёвок-травянок. Распространён в Приморском крае, Корейском полуострове, Китае и Японии. Размах крыльев 19—20 мм. Передние крылья широкие, жёлтые, с чёткой поперечной коричневой линией и такой же точкой на конце срединной ячейки. Задние крылья светлее.